# Silene (Elateridae)
Silene là một chi bọ cánh cứng trong họ 
Elateridae.
Chi này được Broun miêu tả khoa học năm 1893.

## Hình ảnh

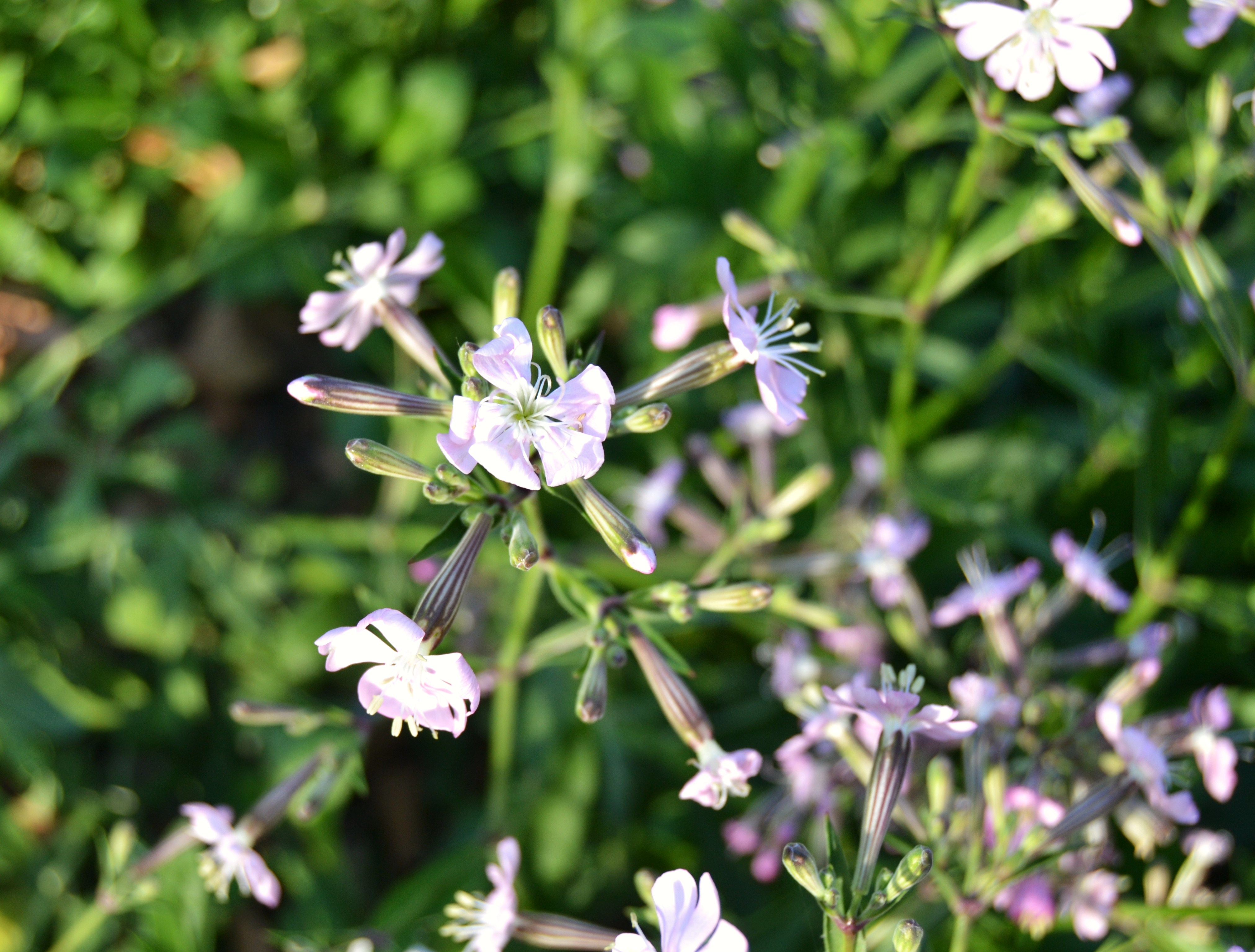
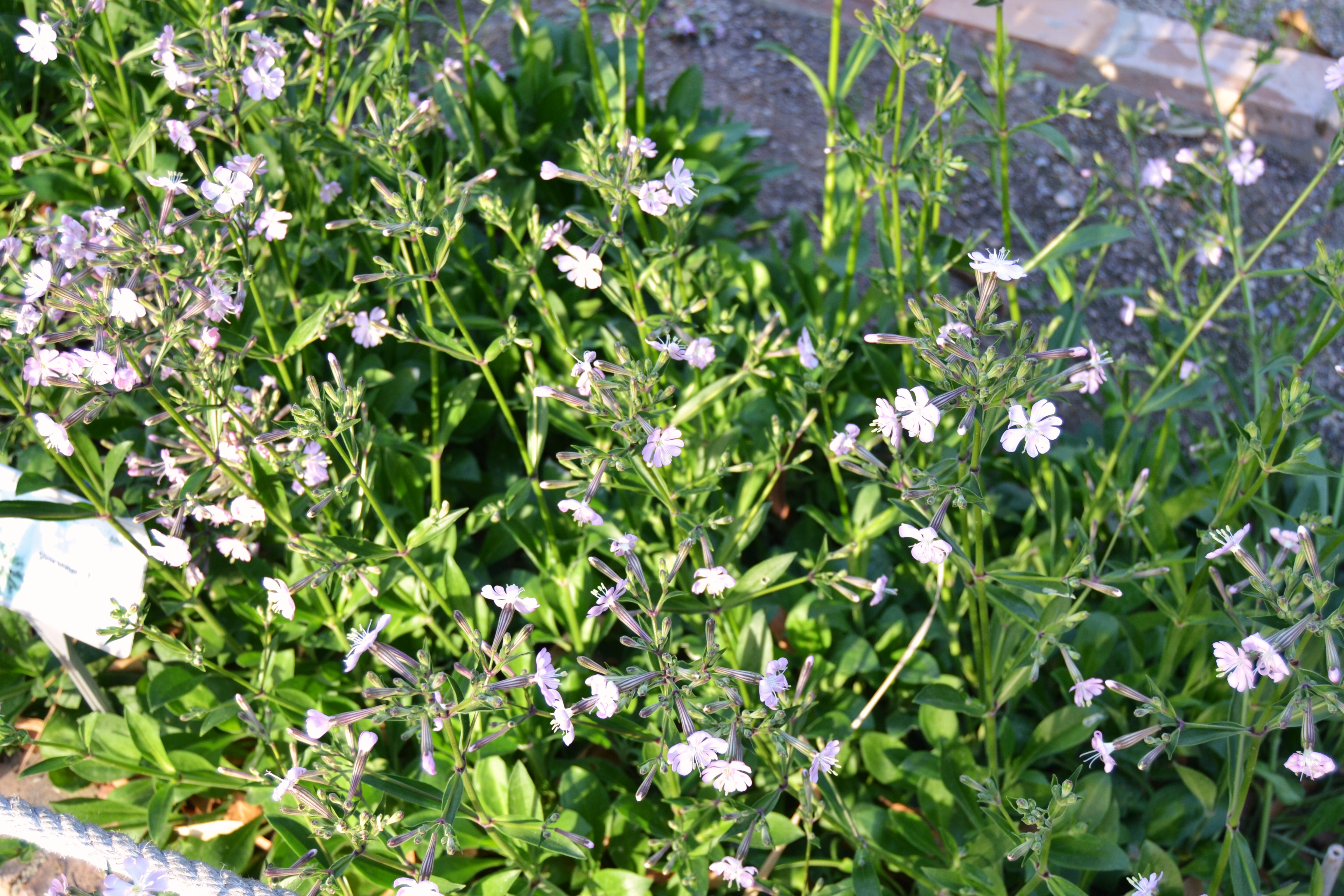
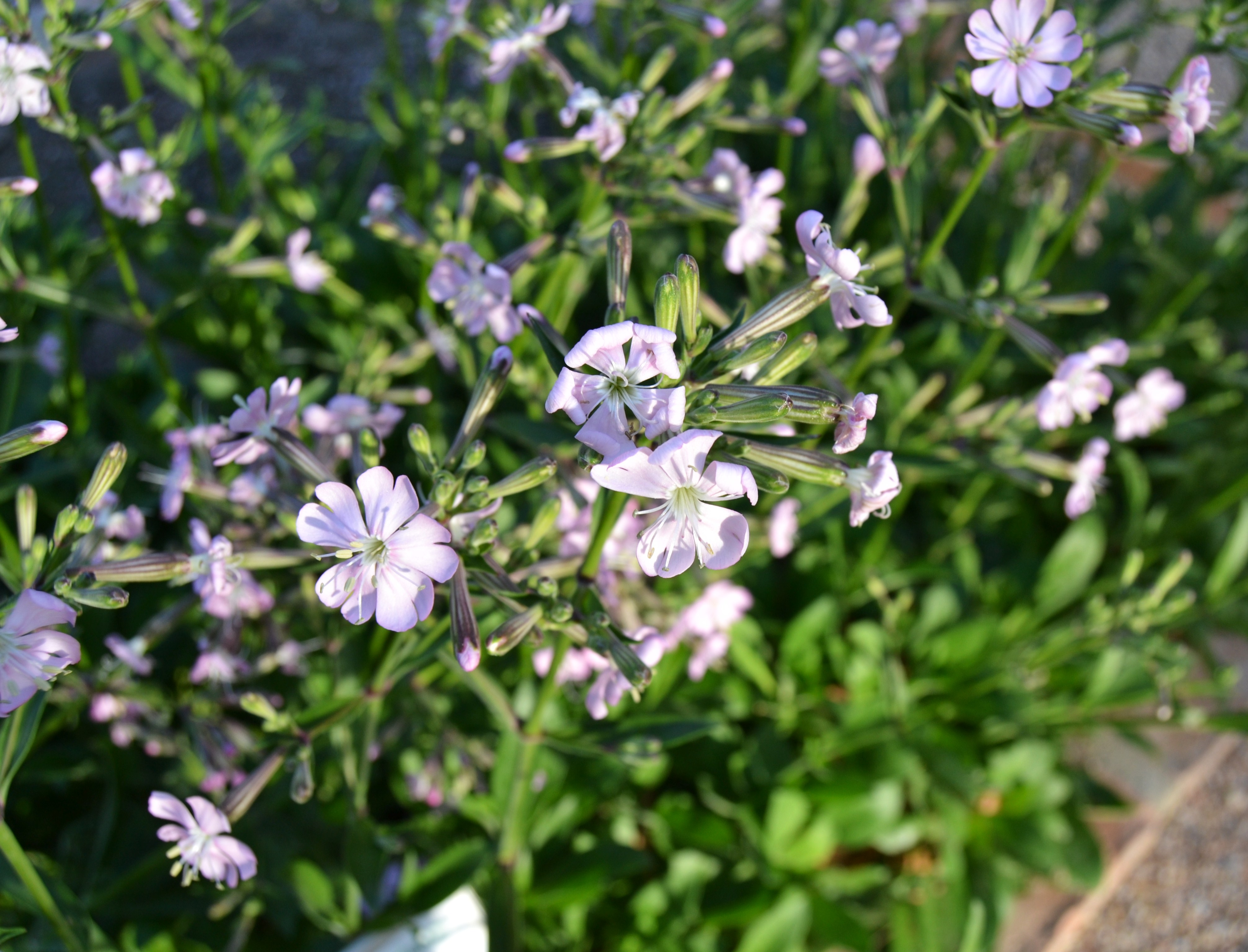
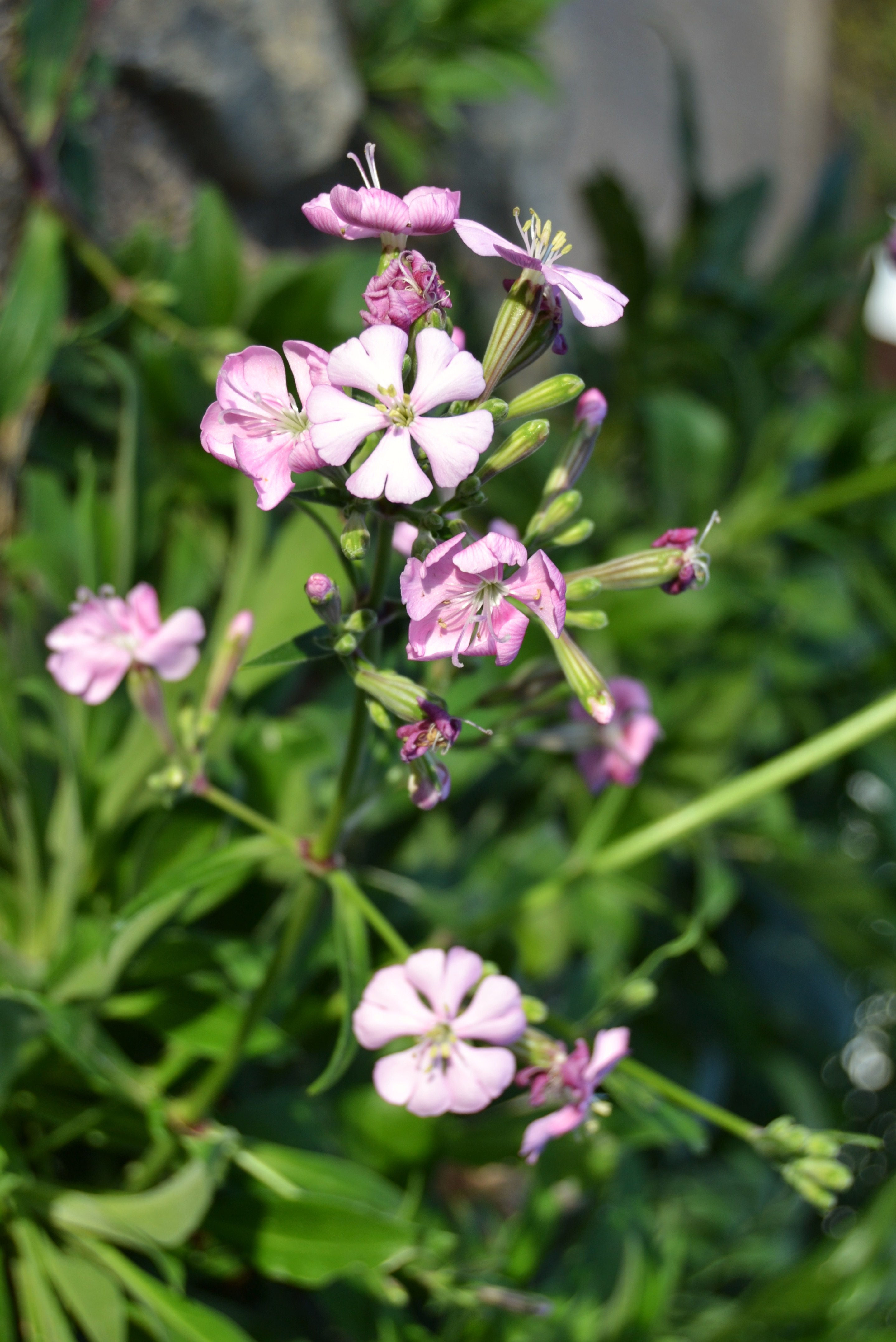

## Các loài
Chi này có các loài:
- Silene brunnea Broun, 1893